# Förkläde

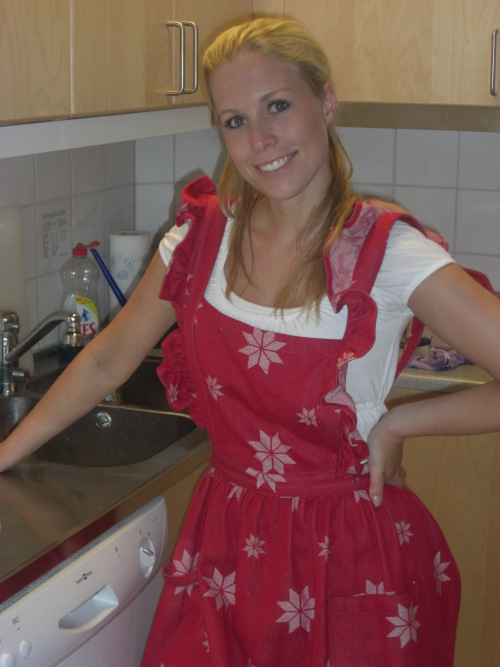
Kvinna med köksförkläde.

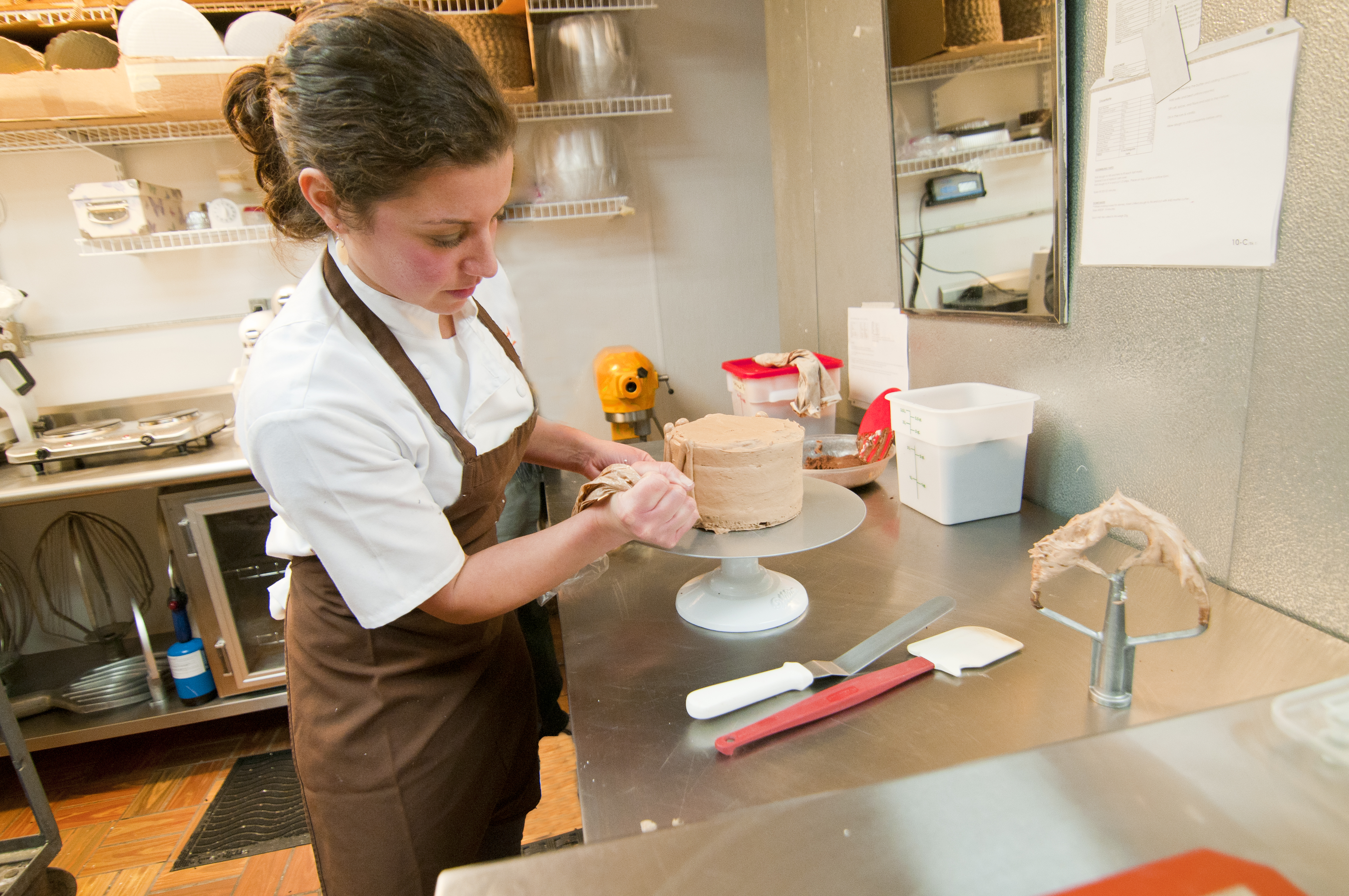
Förkläden är vanligt förekommande i arbetslivet. Bilden visar en konditor, som tillverkar en tårta.

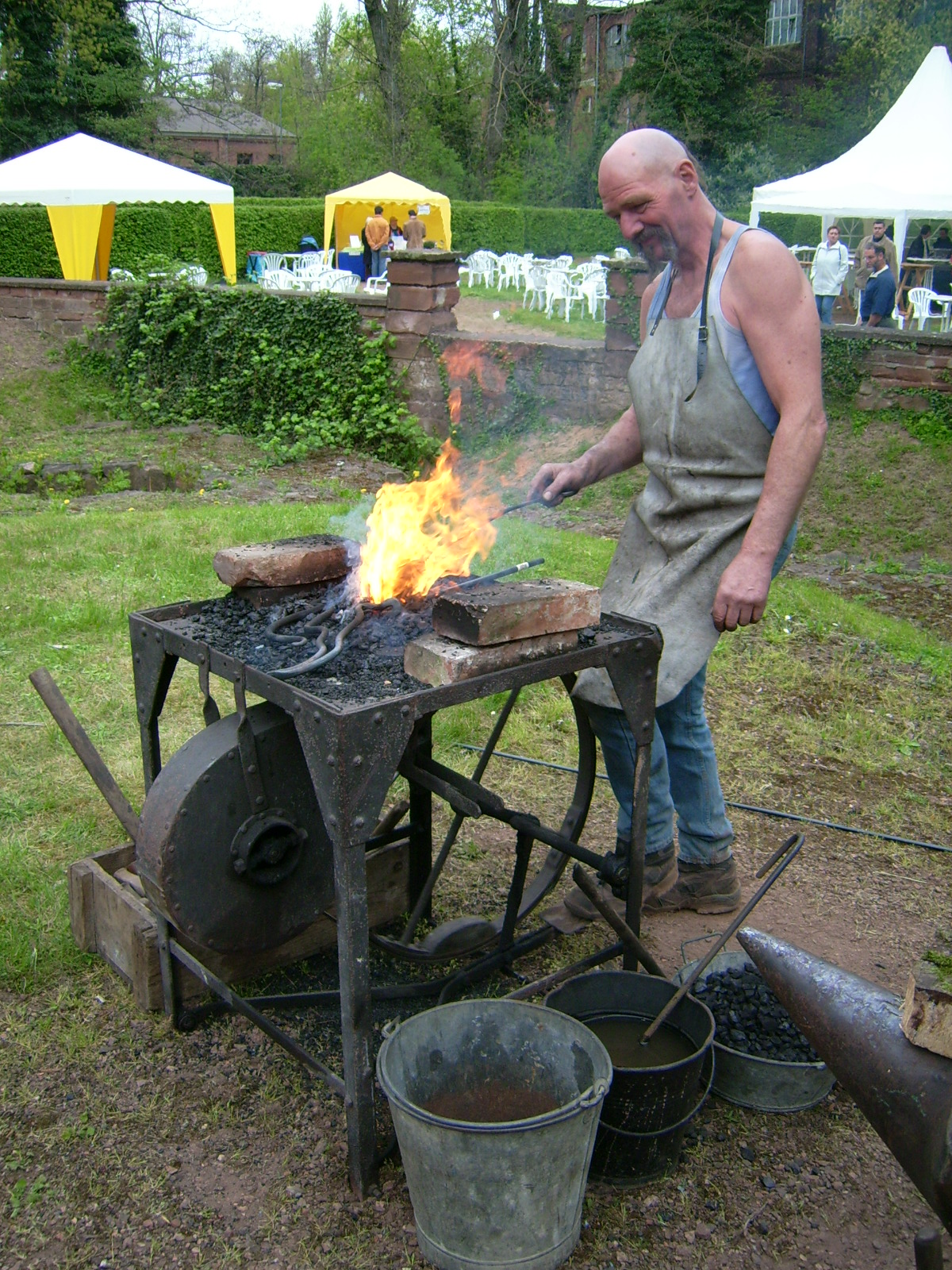
Smed med förskinn.

Förkläde är ett skyddande plagg som bärs utanpå den övriga klädseln. Förkläde kan bäras i syfte att skydda övrig klädsel från slitage och stänk, i hygieniskt syfte samt som dekorativt plagg. Det är främst flickor och kvinnor som använder förkläde som dekorativt plagg. Beroende på användningsområdet är förkläden gjorda av olika material, till exempel olika slags vävtextil, gummi, bly (till skydd mot röntgenstrålning) eller läder. Vissa förkläden har stora fickor där arbetsredskap och liknande kan placeras.
Förskinn är ett förklädesliknande plagg av skinn eller mocka.
En särskild typ av förkläde utgör julförklädet, vilket i färgval eller applikationer anknyter till jultraditioner. Det kan användas under julen eller i samband med dess förberedelser. Julfirandet innebär ofta att åtskillig tid läggs på matlagning och hushållsbestyr. Julförkläden kan då användas för skydda helgkläderna och samtidigt bidra till julstämningen. De brukar finnas till försäljning i detaljhandeln.

## Användning

### Arbetsliv
Köksarbete, städning och annat hushållsarbete är exempel på sysslor då förkläde används. Förkläde används också av konstnärer och hantverkare. Inom sjukvård och omsorg är vanligen obligatoriskt för personalen att använda engångsförkläde vid patientnära arbete.
Förkläde ingår ofta även i arbetsklädsel för serveringspersonal och husligt anställda. Även servitriser brukar ha ett förkläde som förutom att skydda arbetskläderna även har praktiska fickor.
Inom vissa traditionella hantverksyrken som smed, hovslagare och skomakare används ett förklädesliknande skyddsplagg som kallas förskinn.

### Hemmet
I hemmet kan förkläde användas både för att skydda kläderna och av hygieniska skäl vid hushållsarbete och matlagning.
Förkläde kan användas även i dekorativt syfte. Ett exempel på ett dekorativt förkläde är det så kallade madickenförklädet, som ofta bärs över en klänning, medan ett annat exempel är de förkläden som ingår i de kvinnliga folkdräkterna. Många väljer att använda ett förkläde som är både skyddande och dekorativt i samband med exempelvis bjudningar eller storhelger; exempel är värdinneförkläde och julförkläde.

## Övrigt
Termen förkläde används även bildligt om en person vars närvaro gör ett möte socialt acceptabelt; exempelvis kan i traditionella kulturer en äldre släkting medfölja första gången då en kvinna träffar en manlig bekant.